# Lal Masjid
Lal Masjid (urdu ‏لال مسجد‎, pol. Czerwony Meczet) – meczet znajdujący się w Islamabadzie w Pakistanie.
Budynek powstał w 1965 roku, a jego nazwa pochodzi od koloru ścian. Jest to jeden z najstarszych meczetów w mieście. Budynek został odrestaurowany w 2010 roku.